# Интерлеукин 23
Интерлеукин 23 подјединица алфа је протеин који је код људи кодира ИЛ23A ген.
Овај ген кодира п19 подјединицу хетеродимерског цитокина интерлеукин 23 (ИЛ23). ИЛ23 се састоји од овог протеина и п40 подјединице интерлеукина 12 (ИЛ12Б). ИЛ23 рецептор је формиран од бета 1 подјединице ИЛ12 (ИЛ12РБ1) и ИЛ23 специфичне подјединице, ИЛ23R. Оба интерлеукина, ИЛ23 и ИЛ12, могу активирати траскрипциони активатор STAT4, и стимулисати продукцију интерферона гама (ИНФГ). У контрасту са ИЛ12, које делује углавном на наивним ЦД4(+) T ћелијама, ИЛ23 преферентно делује на меморијске ЦД4(+) T ћелије.
ИЛ-23 је важан део инфламаторног одговора на инфекцију. Он подстиче изражавање матрикс металопротеаза MMП9, повећава ангиогенезу и редукује инфилтрацију ЦД8+ T-ћелија. Недавно, ИЛ-23 је био имплициран у развој канцерогених тумора. У комбинацији са ИЛ-6 и ТГФ-β1, ИЛ-23 стимулише наивне ЦД4+ T ћелије да се диференцирају у нове подскупове ћелија које се зову Тх17 ћелије, које се разликују од класичних Тх1 и Тх2 ћелија. Тх17 ћелије производе ИЛ-17, проинфламаторни цитокин који појачава T ћелијско оформљавање и стимулише продукцију проинфламаторних молекула као што су ИЛ-1, ИЛ-6, ТНФ-алфа, НОС-2, и хемокине резултујући у инфламацији. Нокаут мишеви дефицитни у било п40 или п19, или у било којој подјединици ИЛ-23 рецептора (ИЛ-23Р и ИЛ12Р-β1) развијају мање озбиљне симптоме мултипле склерозе и упалне болести црева наглашавајући важност ИЛ-23 у инфламаторном путу.

## Интеракције
За интерлеукин 23 је било показано да остварује интеракције са Интерлеукин-12 подјединицом бета.